# Нікол Гейслетт
Нікол Гейслетт (англ. Nicole Haislett, 16 грудня 1972) — американська плавчиня.
Олімпійська чемпіонка 1992 року.
Чемпіонка світу з водних видів спорту 1991 року, призерка 1994 року.
Переможниця Пантихоокеанського чемпіонату з плавання 1989, 1991, 1993 років.